# Wamalchitamia williamsii
Wamalchitamia williamsii là một loài thực vật có hoa trong họ Cúc. Loài này được (Standl. & Steyerm.) Strother miêu tả khoa học đầu tiên năm 1991.